# Mansour Abbas
Mansour Abbas (in ebraico מַנְסוּר עַבַּאס‎?; Maghar, 22 aprile 1974) è un politico palestinese con cittadinanza israeliana, leader del partito arabo-israeliano Lista Araba Unita e parlamentare presso la Knesset dal 2019.
In precedenza è stato dal 27 aprile 2021 al novembre 2022 presidente del Comitato speciale per gli affari della società araba alla Knesset.